# Philip Agee

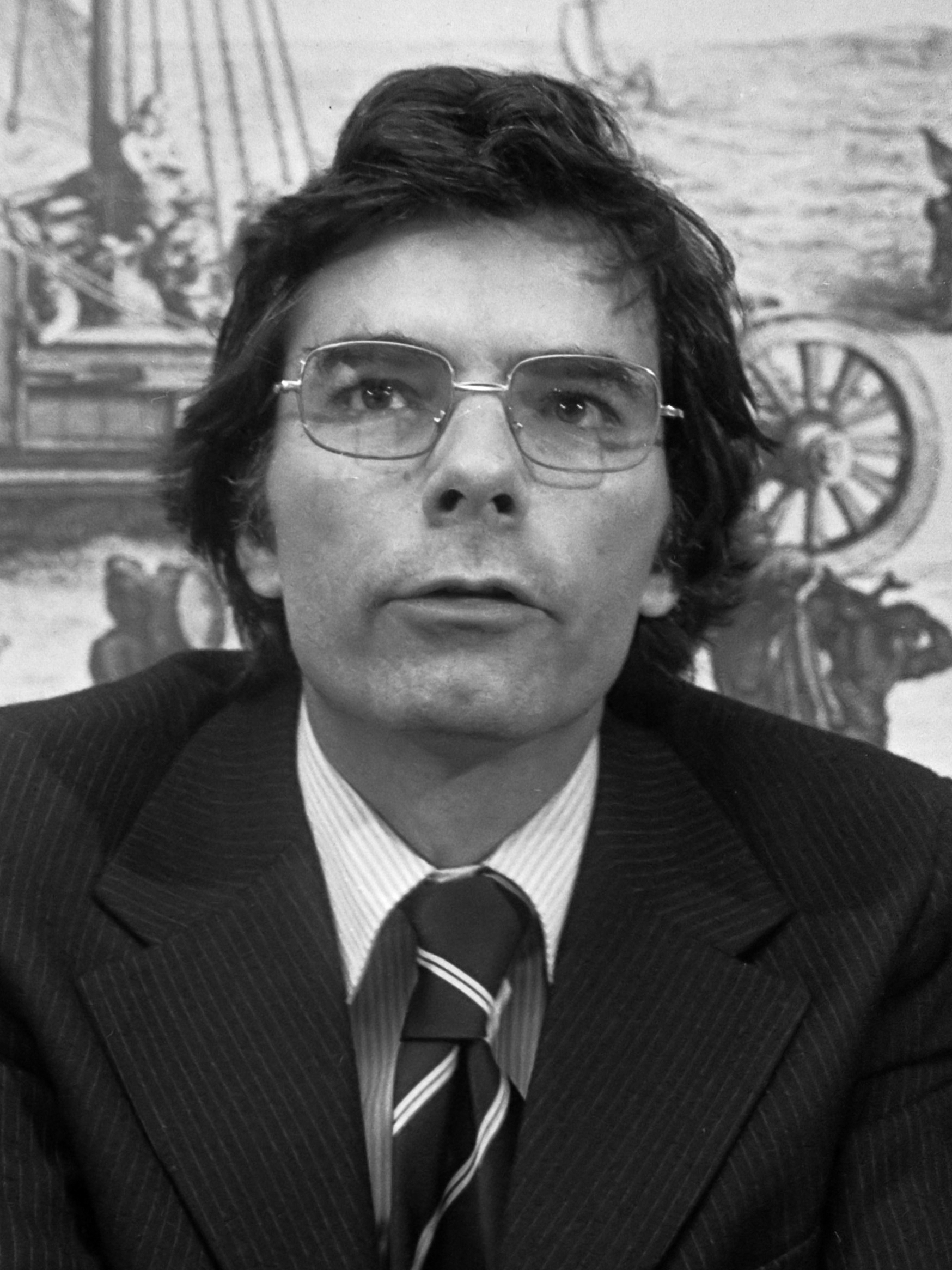
Philip Agee (1977)

Philip Burnett Franklin Agee (Tacoma Park, Florida, 19 juli 1935 – Havana, 7 januari 2008) was een Amerikaans voormalig medewerker van de CIA, die later (vermeende) misstanden binnen deze geheime dienst wereldkundig zou maken.

## Levensloop
Agee trad in 1957 in dienst van de CIA. Hij was werkzaam in Washington, Ecuador, Uruguay en Mexico en trad in 1968 uit dienst, naar eigen zeggen wegens betrokkenheid van de CIA bij het bloedbad van Tlatelolco in Mexico-Stad dat jaar. In 1975 bracht hij Inside The Company: CIA Diary uit. In deze in 27 talen vertaalde bestseller deed hij uit de doeken hoe de CIA op misdadige wijze tegen allerlei linkse organisaties en regeringen in Latijns-Amerika zou zijn opgetreden door militaire dictaturen en doodseskaders in Chili, Argentinië, Uruguay, Paraguay, Brazilië, El Salvador en Guatemala steun te hebben verleend. Eveneens vermeldde hij in het boek een lijst van agenten van de CIA, onder wie de presidenten José Figueres Ferrer van Costa Rica, Luis Echeverría van Mexico en Alfonso López Michelsen van Colombia. Een aantal van de door Agee vermelde agenten moest deze ontmaskering met de dood bekopen.
Door deze publicatie werd hij een klokkenluider en haalde hij de woede van de Amerikaanse regering op de hals, die in 1979 zijn paspoort innam. Agee nam zijn toevlucht tot het buitenland en ging eerst naar het Verenigd Koninkrijk maar de Britse regering zette hem op verzoek van de Amerikanen het land uit. Daarna verbleef hij in diverse andere landen, onder andere in Nederland, waar hij echter ook niet mocht blijven. Hij woonde ook een tijd in West-Duitsland; uit angst voor represailles van de CIA was zijn verblijf aldaar gedeeltelijk ondergronds. In de jaren tachtig verhuisde hij naar Cuba en vestigde zich in de hoofdstad Havana. Daar ging hij later aan de slag in de toeristenbranche, waarbij hij Amerikanen adviseerde hoe zij ondanks het embargo door gebruik te maken van mazen in de wet toch naar Cuba konden reizen. De Verenigde Staten kon hij niet meer in.
Behalve over de (vermeende) praktijken van de CIA in Zuid-Amerika schreef Agee later ook nog boeken over de (vermeende) werkwijze van deze Amerikaanse geheime dienst in West-Europa en Afrika.
In 1990 verscheen van zijn hand een artikel over de inval in Koeweit door de toenmalige Iraakse dictator Saddam Hoessein. Deze zou volgens Agee door de Verenigde Staten daartoe zijn aangezet; de Verenigde Staten zouden namelijk na het wegvallen van het communistische Oostblok een nieuwe vijand nodig hebben, waarvan de Amerikaanse wapenhandel zou kunnen profiteren. Ook zou volgens Agee de Amerikaanse regering het hem onmogelijk hebben gemaakt om allerlei lezingen over bovenstaande en soortgelijke onderwerpen te houden.
Philip Agee overleed op 72-jarige leeftijd na een maagoperatie.

## Publicaties
- Inside The Company: CIA Diary, 1975, Penguin, ISBN 0-14-004007-2.
- Dirty Work: The CIA in Western Europe, 1978, Lyle Stuart, ISBN 0-88029-132-X.
- The CIA in Africa, 1979, Lyle Stuart, ISBN 0-81840-294-6.
- White Paper Whitewash, 1982, Deep Cover Books, ISBN 0-940380-00-5.
- On The Run, 1987, Lyle Stuart, ISBN 0-8184-0419-1.